# Vostox brunneipennis
Vostox brunneipennis är en tvestjärtart som först beskrevs av Jean Guillaume Audinet Serville 1839.  Vostox brunneipennis ingår i släktet Vostox och familjen Labiidae. Inga underarter finns listade i Catalogue of Life.